# Shane Summers

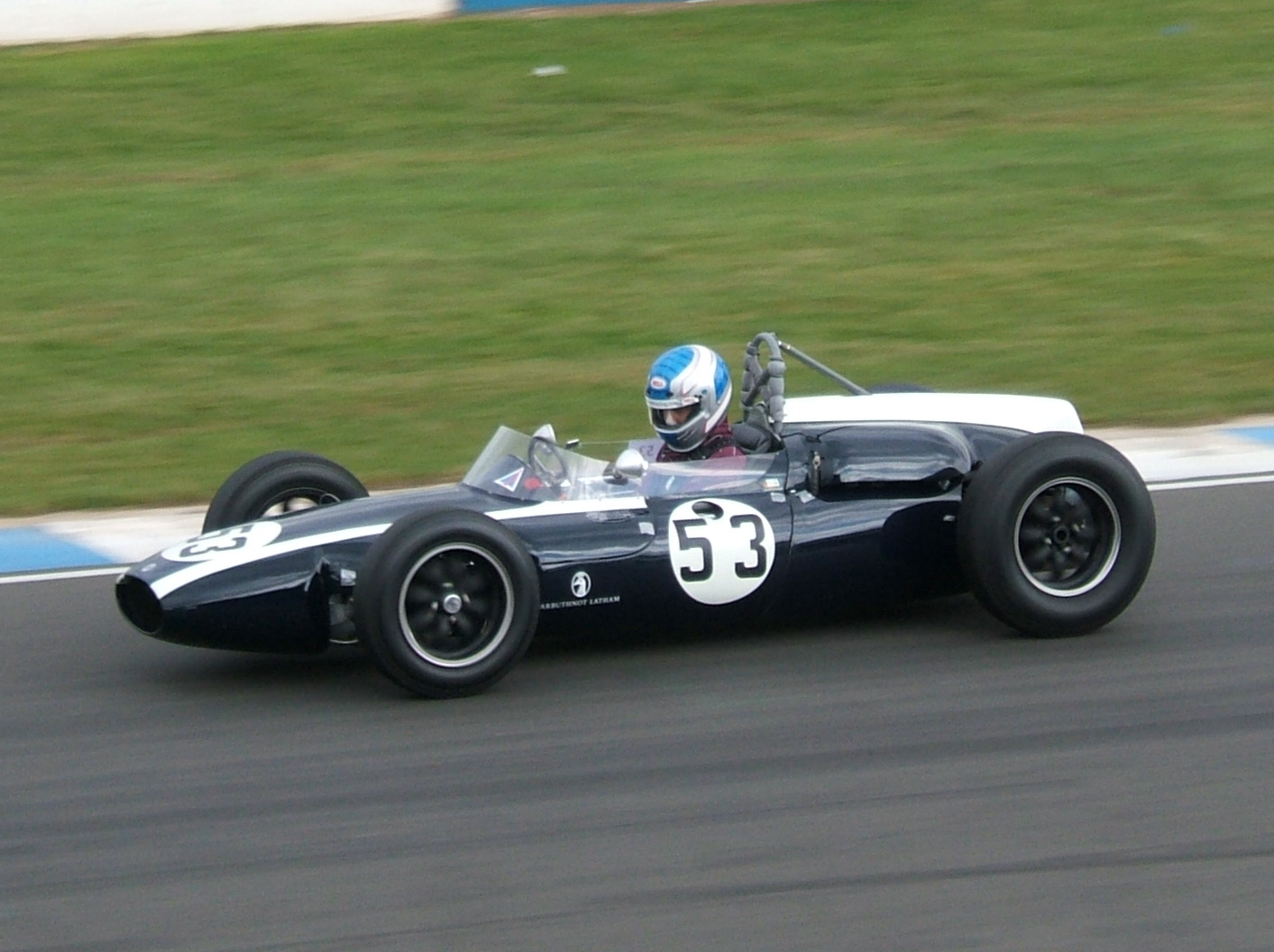
In einem Cooper T53 verunglückte Shane Summers tödlich

Shane Lister Summers (* 23. Juni 1936 in Rossett bei Wrexham, Wales; † 1. Juni 1961 in Brands Hatch, Großbritannien) war ein britischer Autorennfahrer.
Summers war in seiner Formel-1-Karriere zu fünf, nicht zur Weltmeisterschaft zählenden Grand Prix gemeldet. Alle Rennen bestritt er in einem Cooper T53 mit Climax-Motoren, gemeldet von Terry Bartram. Sein bestes Ergebnis war ein vierter Platz beim Lauf zur London Trophy 1961.
Bereits zwei Wochen später verunglückte Summers im Training zur Silver City Trophy tödlich. Sein Wagen kollidierte am Eingang des Tunnels zum Fahrerlager mit einer Wand. Der junge Brite starb noch an der Unfallstelle.